# おはリナ!
『おはリナ!』は、TOKYO MXで2024年9月30日から生放送している報道・情報番組である。

## 番組概要
元TBSアナウンサーの山本里菜が月曜から木曜までのMCを担当する情報番組である。TOKYO MXは2014年から朝の時間帯に堀潤が司会する討論中心の報道番組を放送してきたが、本番組から路線を大きく変更した。本番組開始に伴い堀潤は同局で夕方に報道新番組を開始する事となった。
「MF1.5（27～34歳）」をターゲットにし、ニュースや天気のほか、基礎レベルの経済知識や生活情報も伝える情報番組である。声優が日替わり出演し、ナレーションや天気予報を担当することも本番組の特徴である。
番組名は「おはようから始まるリズムナビゲート」の略。
MX朝の帯番組に内包される東京インフォメーションも引き続き7:15から7:20まで放送される。2025年3月31日で同番組内での放送を終了し、同年4月からは『堀潤 Live Junction』内に移動し、週2回（水・金曜 18:51から）の放送となる。

## 出演者

### キャスター
- 山本里菜（フリーアナウンサー、元TBSアナウンサー）
  - 月 - 木曜日担当。
  - 2024年12月5日放送分は、番組取材（韓国）のため、現地から生出演。
  - 2025年7月30日・31日放送分は、夏休みのため欠席。

- 田中陽南（TOKYO MXアナウンサー）[注 1]
  - 金曜日担当。
  - 番組開始から2025年6月まで月曜日の中継リポーターを担当。
  - 山本の不在時は代役を担当。

### レギュラーコメンテーター
- 月曜日 - 笠井信輔（フリーアナウンサー、元フジテレビアナウンサー）[注 2]
- 火曜日 - CRAZY COCO（お笑い芸人・隔週）
- 水曜日 - 杉浦太陽（俳優、タレント）
- 木曜日 - モモコグミカンパニー（作家、タレント、元BiSH・隔週）[注 3][注 4]
- 金曜日 - 藤井サチ（モデル、タレント・隔週）[注 5]

### ゲストコメンテーター
- 青山和弘（政治ジャーナリスト、元日本テレビ報道局政治部次長兼解説委員・記者）
- 牛窪恵（世代・トレンド評論家、立教大学大学院客員教授）
- 柏木理佳（生活経済ジャーナリスト）
- 川上和久（麗澤大学教授）
- 岸田雪子（ジャーナリスト、東海大学総合社会科学研究所客員教授、こども家庭庁基本政策部会委員、元日本テレビ報道局記者）
- 木村恵子（AERAブランドプロデューサー・前編集長）
- 木村好珠（精神科医）
- 黒沢一輝（社会保険労務士）
- 佐々木圭一（コピーライター）
- 品田英雄（日経BP総合研究所客員研究員・日経エンタテインメント!創刊編集長）
- 谷本有香（Forbes JAPAN執行役員・Web編集長）
- 堤伸輔（国際情報雑誌「フォーサイト」元編集長）
- 中島さち子（ピアニスト、数学研究者、STEAM教育者、株式会社steAm CEO、万博テーマ事業プロデューサー）
- 中室牧子（慶應義塾大学教授）
- 西田亮介（社会学者、日本大学危機管理学部教授）
- 林家つる子（落語家）
- 原田曜平（芝浦工業大学UXコース教授）
- 春香クリスティーン（タレント）
- プチ鹿島（お笑い芸人、コラムニスト）
- 古谷経衡（作家）
- 細川珠生（ジャーナリスト）
- 松井康真（フリーアナウンサー、ジャーナリスト、元テレビ朝日アナウンサー・報道局記者）
- 峯村健司（キヤノングローバル戦略研究所主任研究員、北海道大学公共政策学研究センター上席研究員）
- 三宅香帆（文芸評論家）
- 三輪記子（弁護士）
- 村木風海（社会起業家、炭素回収技術研究機構 機構長）
- モーリー・ロバートソン（国際ジャーナリスト）[注 5]
- 横川楓（金融・経済アナリスト）

### 天気予報
- 北村麗（気象予報士、フリーアナウンサー、元岡山放送アナウンサー）
  - 月・火曜日担当。
  - 2025年3月まで木・金曜日も担当。

- 椿野ゆうこ（気象予報士、アイドル）[4]
  - 水曜日担当。
  - 2025年3月まで火曜日も担当。

- 櫻田雅信（気象予報士）
  - 2025年4月から木・金曜日担当。

### 中継リポーター
- 牧田更
  - 火曜日担当。
  - 2025年6月まで水曜日も担当。

- 尾関高文（お笑い芸人「ザ・ギース」）
  - 木曜日担当。
  - 2025年4月から6月まで金曜日担当。
  - 2024年10月から2025年3月まで隔週火曜日のコメンテーターを担当。

## 過去の出演者

### 声優ナレーション
- 山田麻莉奈（月曜日、2024年9月30日 - 10月28日）
- 小坂井祐莉絵（月曜日、2024年11月4日 - 25日）
- 長谷川玲奈（月曜日、2024年12月2日 - 23日）
- 遠野ひかる（月曜日、2025年1月6日 - 3月24日）
- 笠間淳（火曜日、2024年10月1日 - 2025年3月25日）
- 松本健太（水曜日、2024年10月2日 - 2025年3月26日）
- 青木陽菜（木曜日、2024年10月3日 - 2025年3月27日）
- 古島清孝（金曜日、2024年10月4日 - 2025年3月28日）

### コーナーレギュラー
- さんきゅう倉田（お笑い芸人、元東京国税局職員、東京大学在学、2024年9月30日 - 2025年3月28日）

### 中継リポーター
- 大久保有貴
- 大林未菜
- 西村玲音
  - 木曜日担当。

## コーナー
- タイパニュース
- おはちゅー
- TOKYO安心安全情報
- 東京まち通信
- ライプラ!
- はやリナ
- Monday SPORTS
- TOKYO LENS

### 過去のコーナー
- TOKYOインフォメーション
- エコノマスト
- トレンド特集

## サイマル配信
2024年11月より、下記のサイトでサイマル配信されている。
- Rチャンネル（一部ニュース等は権利の関係で非配信）